# مدرسه عمادیه
مدرسه عمادیه مربوط به دوره صفوی است و در گرگان، محله درب نو واقع شده و این اثر در تاریخ ۱۹ مهر ۱۳۷۸ با شمارهٔ ثبت ۲۴۶۵ به‌عنوان یکی از آثار ملی ایران به ثبت رسیده‌است.